# 11442 Seijin-Sanso
11442 Seijin-Sanso eller 1976 UN14 är en asteroid i huvudbältet som upptäcktes den 22 oktober 1976 av de båda japanska astronomerna Hiroki Kōsai och Kiichirō Furukawa vid Kiso-observatoriet i Japan. Den är uppkallad efter Seijin-Sanso i Okayama prefektur.